# Richard Rodgers

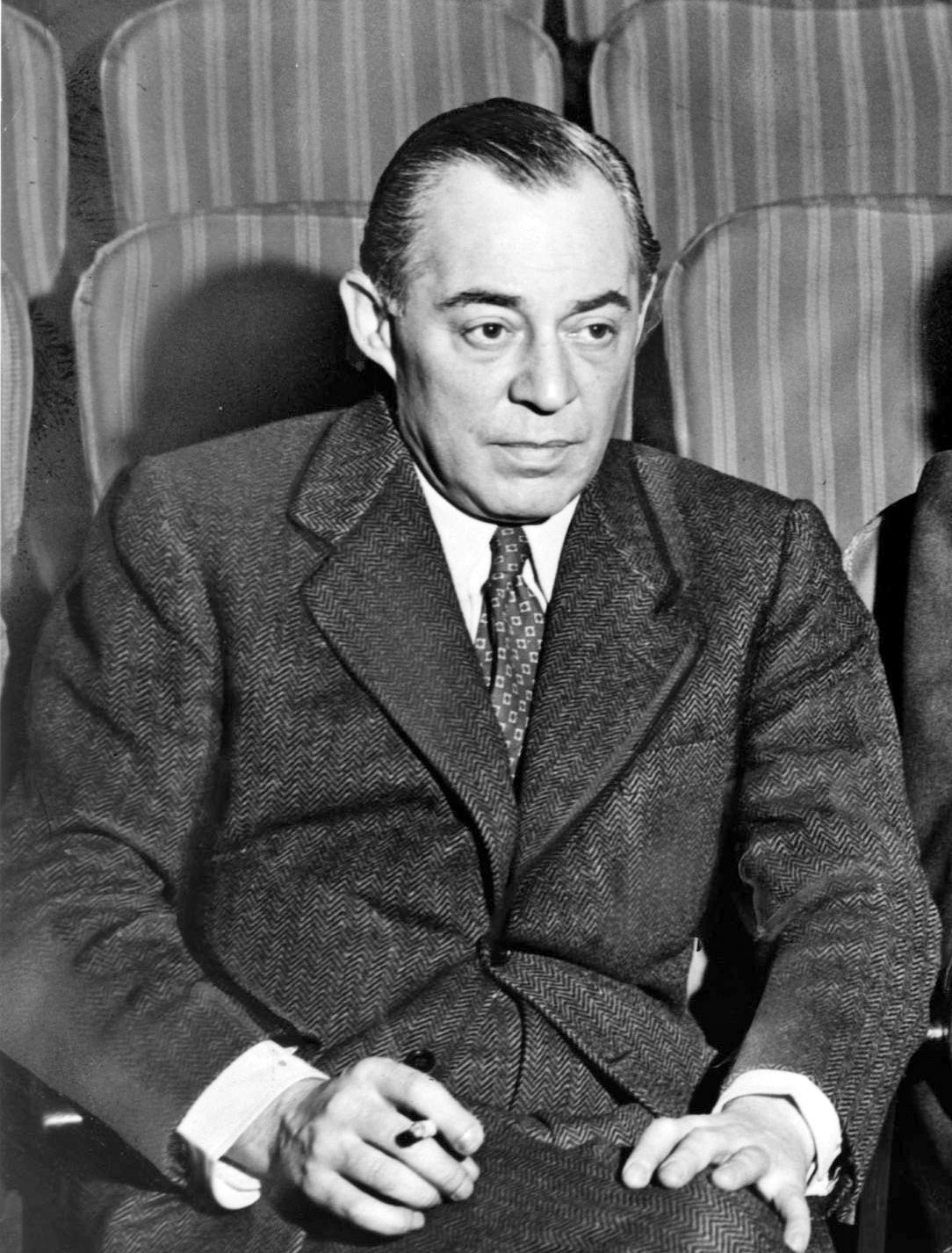
Richard Rodgers (1948)

Richard Charles Rodgers (* 28. Juni 1902 in Queens, New York City; † 30. Dezember 1979 in New York City) war ein US-amerikanischer Komponist und eine prägende Gestalt für das amerikanische Musical. Er wurde ab den 1920er-Jahren als eine „Hälfte“ des berühmten Broadway-Songwriting-Duos Rodgers und Hart berühmt, nach Harts Tod 1943 konnte er als Teil des Songwriter-Gespanns Rodgers und Hammerstein weitere Erfolge erzielen. Durch die Auszeichnung mit dem Emmy 1962 war er der Erste, der alle vier großen Preise der amerikanischen Unterhaltungsindustrie gewinnen konnte.

## Leben und Werk
Richard Rodgers wurde in der Brandreth Avenue in Arverne im New Yorker Stadtbezirk Queens geboren. Seine Eltern waren der Arzt William Abraham Rodgers (eigentl. Rogazinsky, 1871–1948) und dessen Frau Marion „Mamie“ Rodgers geb. Levy (* 1872), die beide sehr musikalisch waren. Seine Großeltern, die die Oper liebten, nahmen ihren Enkel oft mit zum Broadway. Er wurde in diesen frühen Jahren von den Operetten von Victor Herbert und den Liedern von Jerome Kern beeinflusst.
Das Klavierspiel, insbesondere das Spielen nach Gehör und Improvisieren, erlernte er zunächst autodidaktisch. Später studierte er an der Columbia University und am Institute of Musical Art bei Henry E. Krehbiel und Percy Goetschius.
1918 oder 1919 lernte er den Texter Lorenz Hart an der Columbia University kennen, wo  ihre langjährige Zusammenarbeit mit der Produktion von Studentenshows begann. Der erste Broadway-Erfolg war die Revue The Garrick Gaieties (1925) mit dem Hit Manhattan. Danach entwickelten sich Rodgers und Hart zu einem der produktivsten und erfolgreichsten Teams am Broadway. (Insgesamt entstanden aus dieser Zusammenarbeit fast 30 Bühnenmusicals sowie Filme und Verfilmungen ihrer Bühnenshows). Von 1931 bis 1935 arbeiteten sie in Hollywood für den Film. Blue Moon (aus Manhattan Melodrama (1934)) ist einer der populärsten Songs aus dieser Zeit. Nach ihrer Rückkehr nach New York schrieben sie einen Musical-Hit nach dem anderen – angefangen bei Jumbo (1935) und On Your Toes bis Pal Joey und By Jupiter. Anfang der 1940er Jahre kam es zu Differenzen zwischen den beiden, zudem hatte Hart große gesundheitliche Probleme.
1943 endete ihre Zusammenarbeit durch Harts frühen Tod.
Schon im selben Jahr begann Rodgers’ Zusammenarbeit mit Oscar Hammerstein II an dem Musical Oklahoma!. Viele der von Rodgers und Hammerstein geschaffenen Musicals gehören zu den bedeutendsten der Broadway-Geschichte: Carousel, das eines ihrer bekanntesten Lieder You’ll Never Walk Alone enthält, dann South Pacific, The King and I, Flower Drum Song und – ihr erfolgreichstes Musical The Sound of Music mit Liedern wie The Sound of Music, My Favorite Things oder Climb Every Mountain. Überdies gründeten sie eine Produktionsfirma, die außer den eigenen auch Stücke anderer produzierte wie z. B. Irving Berlins Annie Get Your Gun.
Einige der Musical-Lieder von Rodgers, der wie kein anderer Theaterkomponist der 1920er Jahre jazzbeeinflusste Rhythmen in seinen Lied-Kompositionen verwendete, wurden zu Jazz-Standards. (Seit der Swing- und Bebop-Ära war es häufige Praxis von Jazzmusikern, Refrains von Musical-Melodien als Grundlage ihrer Improvisationen zu nutzen). Zu diesen bekannten Kompositionen von Rodgers gehören auch My Romance aus dem Musical Jumbo (1935) und Have You Met Miss Jones? aus dem Musical I’d Rather Be Right (1937).
Nach dem Tode Hammersteins 1960 fuhr Rodgers fort, für die Bühne zu schreiben, allerdings mit unterschiedlichen Liedtextern. Insgesamt waren die Stücke in dieser Periode jedoch weniger erfolgreich, was einerseits an einem gewandelten Musikgeschmack lag, andererseits daran, dass Rodgers keinen ihm entsprechenden Partner mehr fand. Das 1995 veröffentlichte Album Timeless Favourites wurde im UK mit einer Goldenen Schallplatte ausgezeichnet.
In seinen letzten Jahren erkrankte der Komponist an Kehlkopfkrebs, der ihm die Stimme nahm. Richard Rodgers starb 1979 im Alter von 77 Jahren in seiner Heimatstadt. Seine Tochter Mary Rodgers (1931–2014) war ebenfalls eine namhafte Musical-Komponistin.
1955 wurde er in die American Academy of Arts and Letters gewählt.
Rodgers komponierte auch die Begleitmusik zu einer Film- und Fernsehdokumentation (1952) und die Musik zu einer Fernsehserie (1960).

## Werke

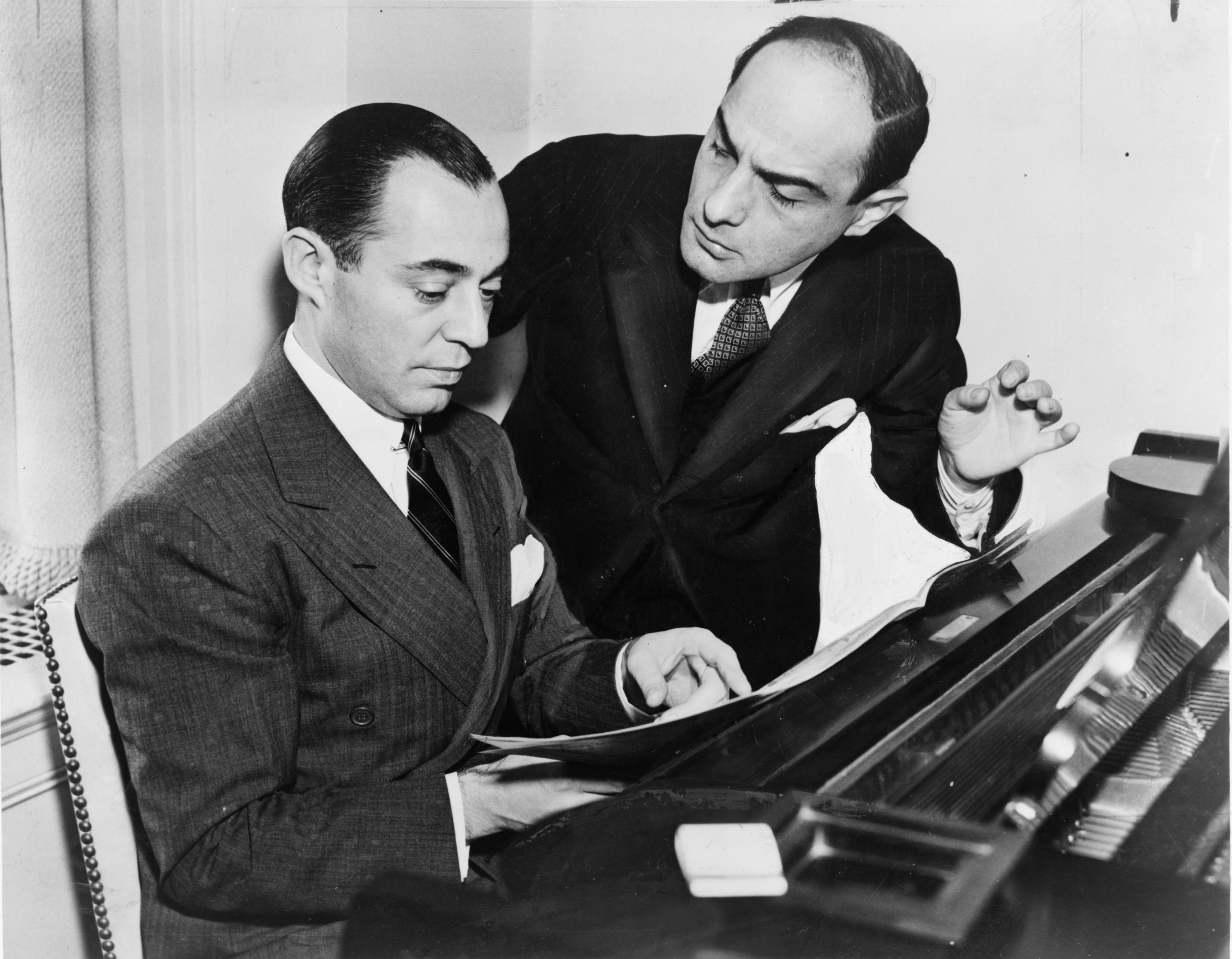
Richard Rodgers (links) und Lorenz Hart (1936)

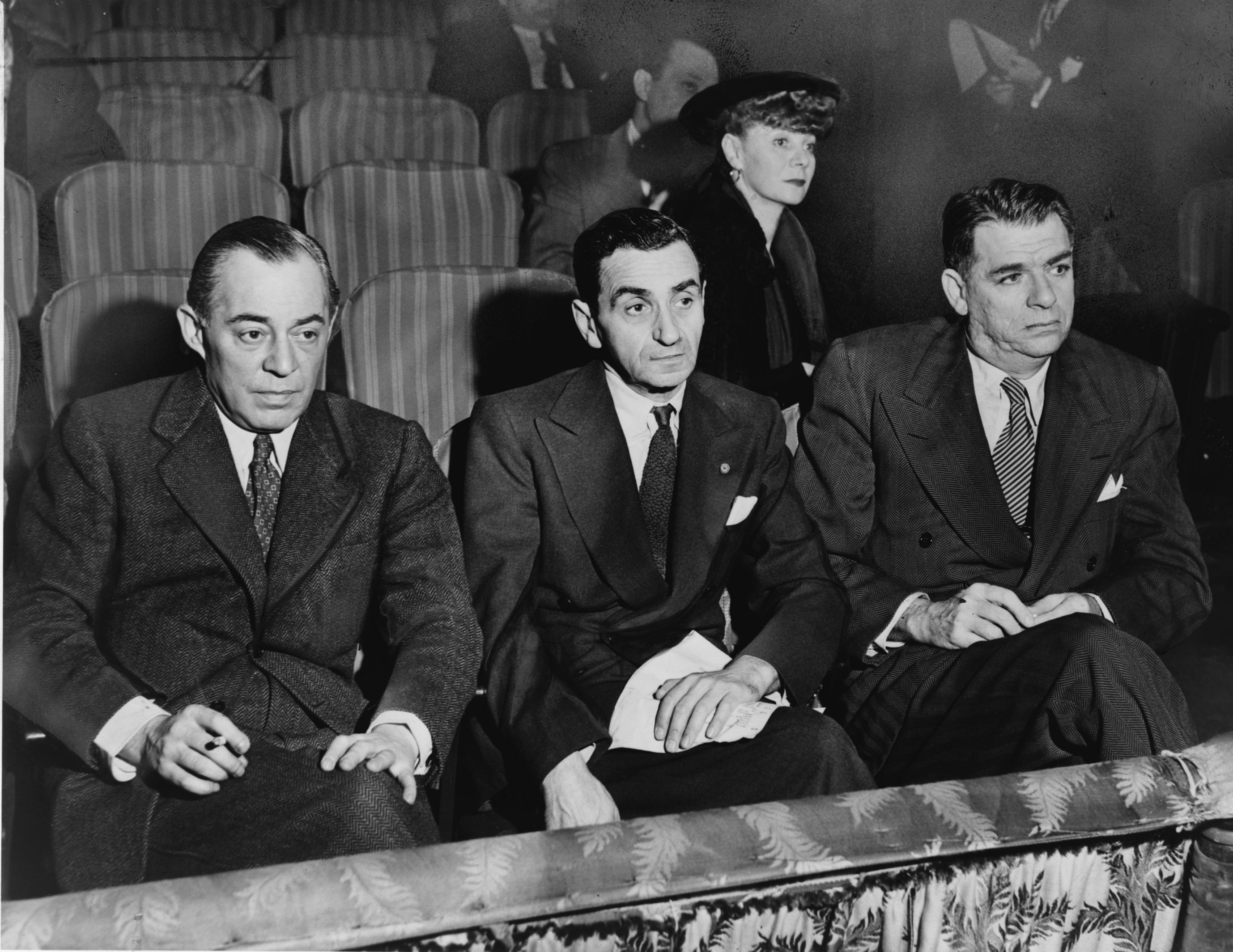
Richard Rodgers (links) und Oscar Hammerstein (rechts), mit Irving Berlin (1948)

### Zusammen mit Lorenz Hart
Shows – Musicals und Musical Revues
- 1925: The Garrick Gaieties
- 1925: Dearest Enemy
- 1926: The Girl Friend
- 1926: Peggy-Ann
- 1926: Betsy
- 1927: A Connecticut Yankee
- 1927: One Dam’ Thing After Another (enthält My Heart Stood Still)[12]
- 1928: She’s My Baby
- 1928: Present Arms – Verfilmung 1930 (Titel: Leathernecking)
- 1928: Chee-Chee
- 1929: Spring Is Here – Verfilmung 1930
- 1929: Heads Up – Verfilmung 1930
- 1930: Simple Simon
- 1931: America’s Sweetheart
- 1932: Schönste, liebe mich
- 1935: Jumbo – Verfilmung 1962
- 1936: On Your Toes (enthält das Jazzballett Slaughter On Tenth Avenue) – Verfilmung 1939
- 1937: Babes in Arms – Verfilmung 1939
- 1937: I’d Rather Be Right
- 1938: I Married an Angel – Verfilmung 1942
- 1938: The Boys from Syracuse – Verfilmung 1940
- 1939: Too Many Girls – Verfilmung 1940
- 1940: Higher and Higher – Verfilmung 1943
- 1940: Pal Joey – Verfilmung 1957
- 1942: By Jupiter

Filmarbeiten
- 1931: The Hot Heiress
- 1932: The Phantom President
- 1932: Love Me Tonight
- 1933: Hallelujah, I’m A Bum
- 1934: Die lustige Witwe (The Merry Widow)
- 1941: They Met In Argentina

### Zusammen mit Oscar Hammerstein II
Shows – Musicals
- 1943: Oklahoma! – Verfilmung 1955
- 1945: Carousel – Verfilmung 1956
- 1947: Allegro
- 1949: South Pacific – Verfilmung 1958
- 1951: The King and I – Verfilmung 1956
- 1953: Me and Juliet
- 1955: Pipe Dream
- 1958: Flower Drum Song – Verfilmung 1961
- 1959: The Sound Of Music – Verfilmung 1965

Filmarbeiten
- 1945: Jahrmarkt der Liebe (State Fair) – Bühnen-Erstaufführung 1996
- 1957: Cinderella (Fernsehfilm)

### Nach Oscar Hammersteins Tod
Shows – Musicals
- 1962: No Strings – Text: Richard Rodgers
- 1965: Do I Hear A Waltz? – Text: Stephen Sondheim
- 1970: Two by Two – Text: Martin Charnin
- 1976: Rex – Text: Sheldon Harnick
- 1979: I Remember Mama – Text: Martin Charnin

Filmarbeiten
- 1967: Androcles and the Lion – Fernsehfilm

## Filme über Rodgers und seine Partner
über Rodgers
- Richard Rodgers: The Sweetest Sounds (PBS Series: American Masters Fernsehdokumentation – USA 2001)

über Rodgers & Hart
- 1929 Makers Of Melody (Kurzfilm)
- 1948 Words and Music Regie: Norman Taurog
- 1999 The Rodgers & Hart Story: Thou Swell, Thou Witty (Fernsehdokumentarfilm)

über Rodgers & Hammerstein
- 1996 Rodgers & Hammerstein: The Sound of Movies (Fernsehdokumentarfilm)

## Auszeichnungen
- 1944: mit Oscar Hammerstein: Pulitzer-Preis für das Musical Oklahoma
- 1946: Oscar für den Song It Might as Well Be Spring aus dem Film Jahrmarkt der Liebe (State Fair)
- 1949: Tony Award für das Musical South Pacific für das beste Musical und für die beste Musik (Score/Partitur)
- 1950: mit Oscar Hammerstein: Pulitzer-Preis für das Musical South Pacific
- 1952: Tony Award für das Musical The King and I für das beste Musical und für die beste Musik (Score/Partitur)
- 1955: Beginn der Mitgliedschaft im National Institute of Arts and Letters
- 1956: Tony Award für den Film The King and I für die beste Filmmusik (Score/Partitur)
- 1958: Oscar für den Film South Pacific für die beste Filmmusik (Score/Partitur)
- 1960: Tony Award für das Musical The Sound Of Music für das beste Musical und für die beste Musik (Score/Partitur)
- 1960: Grammy Award für das Musical The Sound Of Music für das beste Musical Show Album (Musikaufnahme)
- 1962: Tony Award für das Musical No Strings für die beste Musik (Score/Partitur)
- 1966: Oscar für die beste Filmmusik zum Film Meine Lieder – meine Träume

Rodgers ist Ehrendoktor zahlreicher amerikanischer Universitäten.